# Isländische Fußballmeisterschaft 1913
Die isländische Fußballmeisterschaft 1913 war die zweite Spielzeit der höchsten isländischen Fußballliga. Aufgrund unterschiedlicher Streitigkeiten war Fram Reykjavík einziger Teilnehmer der Liga, und damit definitionsgemäß isländischer Meister.

## Tabelle
| Pl. | Verein         | Sp. | S | U | N | Tore    | Quote | Punkte |
| --- | -------------- | --- | - | - | - | ------- | ----- | ------ |
| 1.  | Fram Reykjavík | 0   | 0 | 0 | 0 | 000:000 | 1,00  | 0:0    |